# Loch Etive
Loch Etive (Schots-Gaelisch: Loch Eite, Nederlands: meer van de Kleine Lelijke) is een inham of sealoch in Argyll and Bute, Schotland. De naam van het meer zou de naam zijn van een godin die verbonden is met het meer. Het strekt zich over de helft van zijn lengte uit in oostelijke richting langs de hoofdweg en de spoorwegverbinding met Oban vooraleer het in noordoostelijke richting in heuvelachtig terrein terechtkomt. Vanaf Glen Coe is Loch Etive te bereiken via een single track road doorheen Glen Etive die de A82 bij Kings House Hotel verlaat in zuidwestelijke richting.
De Falls of Lora geven vorm aan de enge monding van het loch. Een kolonie van een twintigtal zeehonden vindt onderkomen in het meer. Iets verder zeewaarts dan de monding staat Dunstaffnage Castle, een vesting van het koninkrijk Dalriada dat bestond tot de 9e eeuw en mogelijk het centrum ervan. Men neemt aan dat hier de Stone of Scone werd bewaard vooraleer hij werd overgebracht naar Scone Palace. De ruïnes die er nu worden aangetroffen zijn van 1275. Boottochten op Loch Etive gevolgd door een tocht per koets richting Glen Coe begonnen in 1881 toen Oban zich ontwikkelde tot een toeristisch oord.
Aan de noordelijke zijde van het meer staat de ruïne van St. Modan's Priory, in de 13e eeuw gesticht door cisterciënzers.

## Op de wateren van Loch Etive

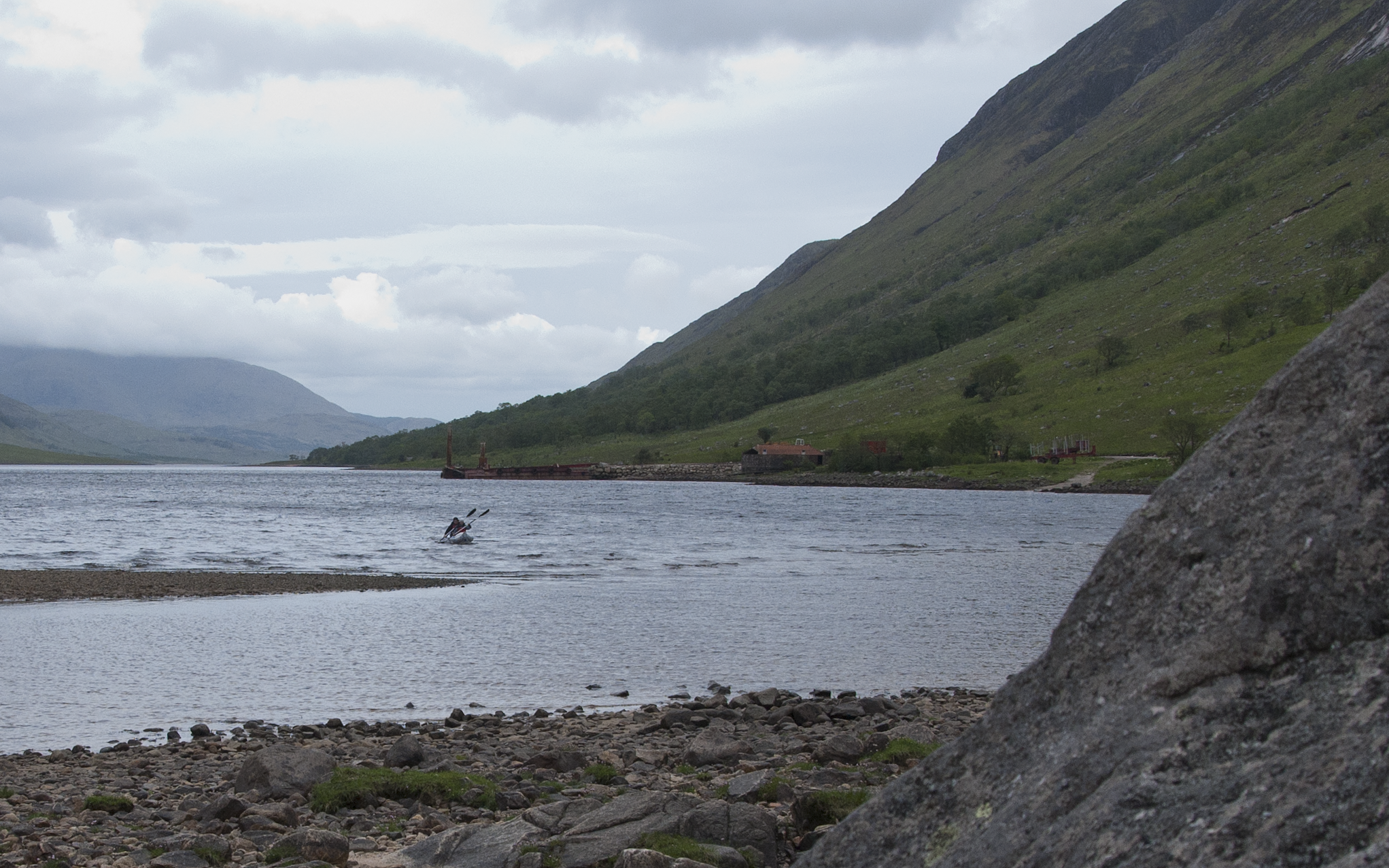
De mobiele pier op Loch Etive

Tot halverwege de 20e eeuw was transport per schip de gemakkelijkste manier om goederen te vervoeren in West-Schotland. Birlinns, een variant van de Vikingschepen bevoeren Loch Etive in de middeleeuwen en later volgden kleine stoomschepen zoals de Clyde puffers. Halverwege de 18e eeuw bracht men ladingen houtskool naar de ijzerfabrieken van Bonawe langs de kust van Loch Etive. In het begin van de 21e eeuw zorgt het Rathad Mara-project (zeewegproject) ervoor dat het groeiend aanbod aan hout in Glen Etive op een milieuvriendelijke manier wordt vervoerd in plaats van de smalle wegen met vrachtwagens te belasten. Meer dan 250 000 ton hout dat beschikbaar is in de bossen van Glen Etive wordt via een mobiele pier, die ook op andere plaatsen aangemeerd kan worden, per schip vervoerd. Het kappen en heraanplanten van berken, eiken en naaldbomen gebeurt in cycli van twintig jaar.